# エドワード・ギボン・ウェイクフィールド
エドワード・ギボン・ウェイクフィールド（Edward Gibbon Wakefield、1796年3月20日 – 1862年5月16日）は、南オーストラリアとニュージーランドにおける植民地建設における重要人物と考えられている（ニュージーランドでは議員を務めた）。イギリス領北アメリカの利益に意義を認め、『ダラム報告書』草稿作成に関与する一方、短期だが、カナダ領議会の議員を務めた。
| スタブアイコン | サブスタブ | この項目は、まだ閲覧者の調べものの参照としては役立たない、人物に関連した書きかけの項目です。この項目を加筆・訂正などしてくださる協力者を求めています（P:人物伝/PJ:人物伝）。 |